# Una voce per San Marino 2023
Die Sendung Una voce per San Marino 2023 fand von Oktober 2022 bis Februar 2023 statt und diente als san-marinesischer Vorentscheid für den Eurovision Song Contest 2023 in Liverpool (Vereinigtes Königreich). Produzierender und ausstrahlender Fernsehsender ist die san-marinesische Rundfunkanstalt San Marino RTV. Es gewann die Band Piqued Jacks mit dem Lied Like an Animal.

## Format

### Konzept
Am 13. Mai 2022 bestätigte San Marino RTV (SMRTV) seine Teilnahme am Eurovision Song Contest 2023 und teilte mit, dass am Konzept des Vorentscheids Una voce per San Marino festgehalten werde. Im Gegensatz zum Vorjahr wird es jedoch keine Unterscheidung zwischen etablierten und neuen Künstlern geben. Zwischen dem 28. Oktober 2022 und dem 29. Januar 2023 sollen Castings als erste Runde stattfinden. Aus den dortigen Beiträgen sollen 60 ausgewählt, welche in 5 Halbfinalen gegeneinander antreten werden, wobei das vierte Semifinale ausschließlich für san-marinesische Teilnehmer vorbehalten ist und das fünfte Semifinale eine Hoffnungsrunde ist. Ursprünglich sollten die Künstler jeweils mit einem Coversong und einem unveröffentlichten Song im Halbfinale antreten. Nach einer Regeländerung am 3. Februar 2023 werden die Künstler jedoch ausschließlich mit ihrem eigenen Beitrag auftreten. Zudem sollen statt 60 nun 80 Künstler an den Halbfinalen teilnehmen. Dies Zahl wurde am 19. Februar abermals erhöht. Nun werden 106 Interpreten an den Halbfinale teilnehmen.

### Beitragswahl
Interessierte Künstler konnten bis zum 20. Januar 2023 Beiträge einreichen. Die Kosten für Einreichungen bis einschließlich 29. September betrugen 100 Euro. Für Beiträge, die ab dem 1. Oktober eingereicht wurden, sind 150 Euro Gebühr zu entrichten. Für san-marinesische Künstler betragen die Kosten für die Einreichung ihres Beitrags bis zum 31. Dezember 2022 50 Euro.

#### Jury
Am 30. Oktober 2022 wurden die Namen der Mitglieder der Jury veröffentlicht, die in der Castingphase im Einsatz sein wird.
- Andrea Mei - Produzent und Musiker
- Domenico Gallotti - Musikverleger und Besitzer von G Records
- Domenico „Mimmo“ Paganelli - Produzent und Musikberater
- Emilio Munda - Produzent, Komponist und Texter
- Maurizio Raimo - Manager und Musikproduzent
- Roberto Costa - Bassist, Tontechniker, Arrangeur und Produzent

Im Finale wird eine weitere, fünfköpfige Jury im Einsatz sein. Zwei Mitglieder werden von SMRTV nominiert, zwei von der Produktionsfirma Media Evolution Srl und eines vom san-marinesischen Ministerium für Tourismus.

### Moderation
SMRTV gab am 19. Oktober 2022 bekannt, dass der Vorentscheid wie im Vorjahr von Senhit und Jonathan Kashanian moderiert werden wird. Die Moderation in den Halbfinalen soll Ilenia De Sena übernehmen.

## Castings
Die Castings fanden zwischen dem 28. Oktober 2022 und dem 16. Februar 2023 statt.
| Nr. | Datum             | Interpreten, die sich für das Halbfinale qualifiziert haben                                                             | Interpreten, die sich nicht für das Halbfinale qualifiziert haben |
| --- | ----------------- | --- | --- |
| 1   | 28. Oktober 2022  | KIDA, Acousticouple, Daudia                                                                                             | Jack, Gianfranco Lo Schiavo, CHIMERICO, Mariafrancesca, Noemi Castiello, MORENA, Stil Novo, DASCAR, Tyrone, Davide Zamma, Lorenzo Iuracà, Maikol Arcarisi, Supernova Universe, Sølk, Morgana, Anna Cucchi, Martina Guerra, Marco Spiezia, Kiens, Messyah, Bea, Adrì                                                                                            |
| 2   | 29. Oktober 2022  | Santo, Dionysian, Pjero, FreakyBea, Out Offline                                                                         | Giorgio Solitro, Alessio D., MoTs, Samuele Tognini, Ester Canepa, Marta Tronci, Gaia Belletti, Myky, Caravaggio, Harsenico, V3N3R3, MadMars, Doc, Massimo Galfano, ARTIKA, Dimi Place, Crasti Peter |
| 3   | 30. Oktober 2022  | Francesca Monte & Kevan, Daniel Schuhmacher, Veronica Howle, Blonde Brothers                                            | Moore, Melissa Perilli, Domi, ALAN, Saemon Vega, Maladie Des IF, Marie Nicole, GLADIAH, JAMAZ, Nati Miele, The DaniPhils, DRE’, Hania, Diamante Denardi, Massimo Bertacci, Roundeep, Xglamor |
| 4   | 31. Oktober 2022  | Only Sara | Andrea Spunta, Alessio Mialzzo, Fragile, Viola Thian, Michele Longo, Filomena Pia, Nebulossa, Julia, Diez, Mad, Brenda Novella |
| 5   | 1. November 2022  | Francesco Balasso | Sølk, Pau, NaElia, Tommaso Araboni, Michele Longo, Y0, Sally, FOLLE’ |
| 6   | 3. November 2022  | Con Amore | Ibrido, Camelia Redox Brity Bluzu Band & Iannetti, Xglamor, Fabian Falomer, Giorgia Mancini |
| 7   | 4. November 2022  | Nicole Hammett | Strano, Mazza Sonia, Simon, Kurt Anthony, Milema |
| 8   | 5. Dezember 2022  | Tothem, Lodia, Ophelio                                                                                                  | Andrea e Francesca, Gara, Vincenzo Baiata, Nicole Hammett, Mazza Sonia, Sølk, Ilaria Foti, Erika, Faby C & Istoria, Giulia Jean, Umberto, Ellynora, Elena Ventura, Francesco Sacco, Diego Se77e, Prometeo, Miky Del Cambio |
| 9   | 6. Dezember 2022  | Eleonora Alì, Ruggero Ricci                                                                                             | Mancho, Martina Boglione, Ice-Angels 32, Nil, Sinforosa, EmPí & Illusione, Wet Floors, Corrado Mancini, Livàn, Nitidi, Stefano Gasparrino, Tommy Rosa |
| 10  | 7. Dezember 2022  | Edoardo Brogi, Raim, Leonor, Christina, Norah                                                                           | Eriside, Mattia Alunno, Lamarea, Strano, Valerio Fidanza, Lasersight, Clematis, Alice Caracciolo |
| 11  | 8. Dezember 2022  | NeVRuZ | Agatha, Andrea Licciardo, May, ELIN, Dylan Fortytears, Ellis & Scianila, Jade |
| 12  | 12. Dezember 2022 | Christopher, Lost City feat. Emerique, Silver, Matilde                                                                  | Rudge S. feat. Neela Quinn, Nebulossa, Andrew Wash, ANTOMAR, POS-DOK, ISIDE, Moses, Daniele Nicolò, Inciso, Noelia Mora, Sapias, Miky Del Cambio, Steph, Mattia Alunoo, Valentina, Andres, Igor Mitrovikj, Jade |
| 13  | 20. Januar 2023   | XGIOVE, VIVIANA, Ilenya, Xada, Atwood                                                                                   | Corinna Parodi, Procioney, Axel, MIRUD, Agatha, Andrea Licciardo, Kamba, Roman Rosanove, 10 DIAZ, Fortytears, FEDERUBIN, The Blue Artic, Sǿlk, Giada Pintori, Soul Spritz Duo, Isohel, Lady Manya & Reset, Adonà Mamo, Damiano è una regola |
| 14  | 21. Januar 2023   | Noe, TES - Tutti Esageratamente Stronzi, Simone, Lola, Viviana Milioti, Alabaster, Gisele Abramoff, FLORIN RADUTA, ARIA | Ilenia Mazzà, Magus, Jay Hudson, Meridemun, DI ALE, Joseph Parisi, MIKHAEL GERMAIN, Lost Kids, Lizzie, DJOMI, PHEBO, Klinker, Angy, RASPA, Cristian Viper, Ciri Ceccarini, FERRA, Febrix, Enrico Costa |
| 15  | 23. Januar 2023   | Luna Palumbo, Ice Eye, Camille Cabaltera                                                                                | Daniele Bonomo, Celo, Picciotto & BRUNA, VIOLANTE PRETORIA, Solo, Miky Del Cambio, Valerienne, Lacasta, Iovine, Katemariall, DD Chic, GOJI, SALVAJE, Antonino Crisci, Luquisha Lubamba, Corvo, Ferrari, ceruleo, Alfonso |
| 16  | 24. Januar 2023   | Aristea, LUCA MINNELLI, Piqued Jacks                                                                                    | Stephanie, Víctor Arbelo, l'orizzonte degli eventi, Daniele Barsotti, Desiree, Daniele, Francesco Sacco, Kashmere, Faith Kiddo, Dhesia, Keplero Burger, Demian's, Linda D. |
| 17  | 25. Januar 2023   | Rawstrings, Lorenzo Licitra                                                                                             | Sunday, Della, Casco, Leonardo Nasone, Cassidy Civet, El Centurion |
| 18  | 26. Januar 2023   | KIARA D.V. featuring PAMELA IVONNE COLE, Vina Rose, Surama Tsu                                                          | Tsunami, Solosem, Marcolisa, Eledos, Ginevra Lamborghini |
| 19  | 27. Januar 2023   | Jenny May, MATE, Lorenza Rochiccioli, Veronica Romero, Andry, Gelida, Vian, La Bebae                                    | Paolo Pace, Elejola, Gaja Giacomini, Emile, RAJA, Gabriel Rock, La Luce di Daphne, Viola Thian, Brenda, Odi et Amo, Ophelio, Sarah, Airis, Salvatore, Rash-1, Maria Carmisciano |
| 20  | 28. Januar 2023   | Brandon Parasole, E.E.F., Angel Dell, MeriCler                                                                          | Dèlè, Jonydasvie, Andrea e Francesca, Martín Peiz, Brian left, FREE LOVE, Davy Dilamo, Zivit, Marley Quinn, Carlo Alexis, March., Olya V, Le Kanusie, DəVA, Dima, Yayanice, MELANI, Rafael Valdelvir, Il Cicli, Lit Flow, Sinera, Noor, laragosta, Gianmarco Gridelli, JENNY & ME, Moore                                                                       |
| 21  | 29. Januar 2023   | Sophia, Camilla, GINNY VEE                                                                                              | Espedito, Erranimo, Anthony, Andrea Grammatico, Tommaso Cesena, Etik band, Picture of Troy J., Gloria Valentina Degreef, Elisa Stanzani, Patrick Degreef, EGO59, Lorenz Simonetti, Sophia Barzotti, Sara (Iachetta), Steph, VASARI, Niko Albano, Patrick Degreef, Gloria Valentina Degreef, Antonio Granato, Massiel, Ky, Beatrice Bigoni, Ferretti, Grossover |
| 22  | 15. Februar 2023  | Erna Hrönn, Luciano Carlino, Iole                                                                                       | Michele & Marcos, Sofia Tornambene, Savo, Niko Albano, Farida, Elena Solari, GOLDQUEER, Karlos Xavier, Rasmus Thall, Big man james, Sauro Martinelli, Alo, Ghostsinger, Damiano Dentella, Marco Arati, Luisa Cervone, Lydia Ruiz, Agos..., RockAM, Natalia Moskal, Marea, Daniele (Ragghianti), LUCIA SINATRA                                                  |
| 23  | 16. Februar 2023  | | Jack, Silvio Merlin, Fabrizio, Noble Sin, Francesco Tiberi, Davide Morelli, Kaos, EMINZADA, Leonor, DIEGO SPICE, LOLLO G, Valeria, Piano B, Kalula, CARBOIDRATI, Cizco, Heartlands |

## Halbfinale
Die Halbfinale fanden zwischen dem 20. und dem 24. Februar 2023 statt.  Die Halbfinalisten wurden am 20. Februar bekanntgegeben.

### Erstes Halbfinale
Das erste Halbfinale fand am 20. Februar statt. Vier Interpreten qualifizierten sich direkt für das Finale, vier weitere für die Hoffnungsrunde.
| Startnr. | Interpret          | Lied Musik (M) und Text (T) | Sprache     | Übersetzung (inoffiziell)                 |
| -------- | ------------------ | --------------------------- | ----------- | ----------------------------------------- |
| 1        | Acousticouple      | Hell Rider                  | Englisch    | Höllenreiter                              |
| 2        | Alfie Arcuri       | Collide                     | Englisch    | Kollidieren                               |
| 3        | Alabaster          | Ambrosia                    | Italienisch | -                                         |
| 4        | Andry I            | Superboom                   | Italienisch | -                                         |
| 5        | Alessandro Coli    | Afterglow                   | Englisch    | Nachglühen                                |
| 6        | Angel Dell         | Hard to Be an Angel         | Englisch    | Es ist hart ein Engel zu sein             |
| 7        | ARIA               | Una                         | Italienisch | Eins                                      |
| 8        | Aristea            | Dentro una bolla            | Italienisch | In einer Blase                            |
| 9        | Atwood             | Dangerous                   | Englisch    | Gefährlich                                |
| 10       | Blonde Brothers    | Da che parte stai?          | Italienisch | Auf welcher Seite stehst du?              |
| 11       | Brandon Parasole   | Affare                      | Italienisch | Geschäft                                  |
| 12       | Camilla            | It’s Not You, It’s Me       | Englisch    | Es ist nicht wegen dir, sondern wegen mir |
| 13       | Camille Cabaltera  | Mental                      | Englisch    | Verrückt                                  |
| 14       | Christina          | Complicated                 | Englisch    | Kompliziert                               |
| 15       | CHRISTOPHER        | Stars in the Sky            | Englisch    | Sterne am Himmel                          |
| 16       | Ciro De Luca       | L’amore universale          | Italienisch | Die universelle Liebe                     |
| 17       | Con Amore          | Perfect Sight               | Englisch    | Perfekte Sicht                            |
| 18       | Daniel Schuhmacher | Skin I’m In                 | Englisch    | In der Haut in der ich bin                |
| 19       | Daudia             | What If                     | Englisch    | Was wenn                                  |
| 20       | Deborah Iurato     | Out of Space                | Englisch    | Aus dem All                               |
| 21       | Deshedus           | Non basterà                 | Italienisch | Es wird nicht reichen                     |
| 22       | DƏVA               | Malaise                     | Englisch    | Unbehagen                                 |
| 23       | Dionysian          | Steps of the Way            | Englisch    | Schritte auf dem Weg                      |
| 24       | DramaLove          | Thunder                     | Englisch    | Donner                                    |
| 25       | E.E.F.             | Something for You           | Englisch    | Etwas für dich                            |
| 26       | Edoardo Brogi      | Due punti sull’equatore     | Italienisch | Zwei Punkte am Äquator                    |

 Kandidat hat sich für das Finale qualifiziert.

 Kandidat hat sich für die Hoffnungsrunde qualifiziert.

### Zweites Halbfinale
Das zweite Halbfinale fand am 21. Februar statt. Vier Interpreten qualifizierten sich direkt für das Finale, vier weitere für die Hoffnungsrunde.
| Startnr. | Interpret                               | Lied Musik (M) und Text (T) | Sprache     | Übersetzung (inoffiziell)     |
| -------- | --------------------------------------- | --------------------------- | ----------- | ----------------------------- |
| 1        | Eiffel 65                               | Movie Star                  | Englisch    | Filmstar                      |
| 2        | Eleonora Alì                            | Fade In                     | Englisch    | Einblenden                    |
| 3        | Ellynora                                | Mama Told Me                | Englisch    | Mama hat mir gesagt           |
| 4        | Erna Hrönn                              | Your Voice                  | Englisch    | Deine Stimme                  |
| 5        | Ferrán Faba                             | Cita en el metaverso        | Spanisch    | Treffen im Metaverse          |
| 6        | FLEXX                                   | GOK (God Only Knows)        | Englisch    | Nur Gott weiß                 |
| 7        | FLORIN RADUTA                           | My Mind                     | Englisch    | Meine Gedanken                |
| 8        | Francesca Monte & Kevan                 | Holding On to You           | Englisch    | An dir festhalten             |
| 9        | Francesco Balasso                       | Chi sono                    | Italienisch | Wer bin ich                   |
| 10       | Francesco Da Vinci                      | Prumess                     | Italienisch | -                             |
| 11       | Francesco Monte                         | Eklissi                     | Italienisch | Sonnenfinsternis              |
| 12       | FreakyBea                               | Fiori                       | Italienisch | Blumen                        |
| 13       | Gelida                                  | Frena                       | Italienisch | Bremsen                       |
| 14       | GINNY VEE                               | Haunted                     | Englisch    | Verflucht                     |
| 15       | Gisele Abramoff                         | Playlist                    | Englisch    | -                             |
| 16       | Ice Eye                                 | Raging Storm                | Englisch    | Wütender Sturm                |
| 17       | Ilenya                                  | Japan                       | Italienisch | -                             |
| 18       | Iole                                    | Sul tetto del mondo         | Italienisch | Am Gipfel der Welt            |
| 19       | JENNY & ME                              | Portami nel cuore           | Italienisch | Nimm mich in dein Herz        |
| 20       | Jenny May                               | When the World Awakens      | Englisch    | Wenn die Welt erwacht         |
| 21       | KIARA D.V. featuring PAMELA IVONNE COLE | My Time                     | Englisch    | Meine Zeit                    |
| 22       | Kurt Cassar                             | Hurdles                     | Englisch    | Hürden                        |
| 23       | La Bebae                                | Tocco il fondo              | Italienisch | Ich bin ganz unten angekommen |
| 24       | Laioung feat. Marzio                    | 12 Hours                    | Englisch    | 12 Stunden                    |
| 25       | Le Deva                                 | Fiori su Marte              | Italienisch | Blumen auf dem Mars           |
| 26       | Leonor                                  | Una parola sola             | Italienisch | Ein einzelnes Wort            |
| 27       | LODIA                                   | Fine del mondo              | Italienisch | Das Ende der Welt             |

 Kandidat hat sich für das Finale qualifiziert.

 Kandidat hat sich für die Hoffnungsrunde qualifiziert.

### Drittes Halbfinale
Das dritte Halbfinale fand am 22. Februar statt. Vier Interpreten qualifizierten sich direkt für das Finale, vier weitere für die Hoffnungsrunde.
| Startnr. | Interpret                           | Lied Musik (M) und Text (T)         | Sprache               | Übersetzung (inoffiziell)                   |
| -------- | ----------------------------------- | ----------------------------------- | --------------------- | ------------------------------------------- |
| 1        | Lola                                | Imperio                             | Englisch              | Imperium                                    |
| 2        | Lorenza Rocchiccioli                | I Am Worthy                         | Englisch              | Ich bin wertvoll                            |
| 3        | Lorenzo Licitra                     | Never Give Up                       | Englisch              | Gib niemals auf                             |
| 4        | Lost City feat Emerique             | Titan                               | Englisch              | -                                           |
| 5        | Luca Minnelli                       | Lucky Love                          | Englisch              | Glückliche Liebe                            |
| 6        | Luciano Carlino                     | Hioshima’s Dreams                   | Englisch              | Hiroshimas Träume                           |
| 7        | Luna Palumbo                        | Batticuore                          | Italienisch           | Herzschlag                                  |
| 8        | Manuel Aspidi                       | Fading Out the Silence              | Englisch              | Die Stille ausblenden                       |
| 9        | Massimo Di Cataldo & Andrea Agresti | Una canzone brutta                  | Italienisch           | Ein schlechtes Lied                         |
| 10       | MATE                                | Prisma                              | Italienisch           | -                                           |
| 11       | Matilde                             | Come fanno i gatti                  | Italienisch           | Wie es Katzen tun                           |
| 12       | MAYU                                | C’è qualcosa in me che non funziona | Italienisch           | Da ist etwas in mir, das nicht funktioniert |
| 13       | MeriCler                            | Souvenirs                           | Italienisch           | Souveniere                                  |
| 14       | Moreno                              | Vieni via con me                    | Italienisch           | Komm weg mit mir                            |
| 15       | Morgana                             | A Lonely Night in Shanghai          | Italienisch, Englisch | Eine einsame Nacht in Shanghai              |
| 16       | Neja & Luca Guadagnini Band         | Questione di fortuna                | Italienisch           | Eine Frage des Glücks                       |
| 17       | NeVRuZ                              | L’alieno                            | Italienisch           | Das Alien                                   |
| 18       | Nicole Hammett                      | Giochi strategici                   | Italienisch           | Strategiespiele                             |
| 19       | Noe                                 | Sottosopra                          | Italienisch           | Verkehrt herum                              |
| 20       | Only Sara                           | Bleach                              | Italienisch           | Bleiche                                     |
| 21       | Ophelio                             | Rubber                              | Englisch              | Gummi                                       |
| 22       | Out Offline                         | Endless Loop                        | Englisch              | Endlose Schleife                            |
| 23       | Piqued Jacks                        | Like an Animal                      | Englisch              | Wie ein Tier                                |
| -        | Norah                               | -                                   |                       | -                                           |

 Kandidat hat sich für das Finale qualifiziert.

 Kandidat hat sich für die Hoffnungsrunde qualifiziert.

 Kandidat trat nicht an.

### Viertes Halbfinale
Das vierte Halbfinale fand am 23. Februar statt. Vier Interpreten qualifizierten sich direkt für das Finale, vier weitere für die Hoffnungsrunde.
| Startnr. | Interpret                          | Lied Musik (M) und Text (T) | Sprache     | Übersetzung (inoffiziell)    |
| -------- | ---------------------------------- | --------------------------- | ----------- | ---------------------------- |
| 1        | Pjero                              | Spiderman                   | Englisch    | -                            |
| 2        | Raim                               | All Alone                   | Englisch    | Ganz allein                  |
| 3        | RAWSTRINGS                         | Pardonne-moi mon enfant     | Italienisch | Verzeih mir mein Kind        |
| 4        | Ronela                             | Salvaje                     | Spanisch    | Wild                         |
| 5        | Rouges                             | All'alba del mio amore      | Italienisch | Am Morgen meiner Liebe       |
| 6        | Roy Paci                           | Tromba                      | Italienisch | Trompete                     |
| 7        | Ruggero Ricci                      | Firework                    | Englisch    | Feuerwerk                    |
| 8        | Santo                              | Torna presto                | Italienisch | Komm bald zurück             |
| 9        | SARA                               | Tutto bene                  | Italienisch | Alles gut                    |
| 10       | Selina Albright                    | Did I Ever                  | Englisch    | Habe ich jemals              |
| 11       | Silver                             | Get You Back                | Englisch    | Dich zurückbekommen          |
| 12       | Sofia Mae                          | Dentro questa musica        | Italienisch | Im Innern der Musik          |
| 13       | Sophia                             | Skybreaker                  | Englisch    | Himmelsbrecher               |
| 14       | Stefano d’Orazio                   | Si fa così                  | Italienisch | So wird es gemacht           |
| 15       | Surama Tsu                         | Tre tavole                  | Italienisch | Drei Bretter                 |
| 16       | TES – Tutti Esageratamente Stronzi | Giovani di mezza età        | Italienisch | Jugendliche mittleren Alters |
| 17       | Thomas                             | 23:23                       | Italienisch | -                            |
| 18       | Tothem                             | Sacro e profano             | Italienisch | Heillig und Profan           |
| 19       | Veronica Howle                     | Che                         | Italienisch | Das                          |
| 20       | Veronica Romero                    | Army of One                 | Englisch    | Armee des Einzelnen          |
| 21       | Vian                               | Wicca                       | Englisch    | -                            |
| 22       | Vina Rose                          | Oblivious                   | Englisch    | Vergesslich                  |
| 23       | Viviana                            | Prigioniera nera            | Italienisch | Schwarzer Gefangener         |
| 24       | Viviana Milioti                    | Seraphinas's Lullaby        | Englisch    | Seraphinas Wiegenlied        |
| 25       | Xada                               | Come nei film               | Italienisch | Wie im Film                  |
| 26       | XGIOVE                             | Fuoco e benzina             | Italienisch | Feuer und Benzin             |
| -        | Victor Arbelo                      | Scusa mi amore              | Spanisch    | Entschuldige Liebling        |

 Kandidat hat sich für das Finale qualifiziert.
 Kandidat hat sich für die Hoffnungsrunde qualifiziert.
 Kandidat trat nicht an.

### Fünftes Halbfinale (Hoffnungsrunde)
Das Fünfte Halbfinale, auch Hoffnungsrunde genannt, fand am 24. Februar statt. Vier Interpreten qualifizierten sich für das Finale. Ursprünglich sollte Pjero mit seinem Lied Spiderman an der Runde teilnehmen. Jedoch wurde bekannt, dass das Lied bereits zwei Jahre zuvor veröffentlicht worden war, weshalb er disqualifiziert werden musste. Ursprünglich sollte Selina Albright mit Did I Ever für ihn nachrücken, dies war allerdings aus logistischen Gründen nicht mehr möglich. Stattdessen wurden TES - Tutti Esageratamente Stronzi nachnominiert.
| Startnr. | Interpret                               | Lied Musik (M) und Text (T) | Sprache               | Übersetzung (inoffiziell)                 |
| -------- | --------------------------------------- | --------------------------- | --------------------- | ----------------------------------------- |
| 1        | Camilla                                 | It's Not You, It's Me       | Englisch              | Es ist nicht wegen dir, sondern wegen mir |
| 2        | Camille Cabaltera                       | Mental                      | Englisch              | Verrückt                                  |
| 3        | Daudia                                  | What If                     | Englisch              | Was wenn                                  |
| 4        | Edoardo Brogi                           | Due punti sull'Equatore     | Italienisch           | Zwei Punkte am Äquator                    |
| 5        | FLEXX                                   | GOK (God Only Knows)        | Englisch              | Nur Gott weiß                             |
| 6        | FLORIN RADUTA                           | My Mind                     | Englisch              | Meine Gedanken                            |
| 7        | KIARA D.V. featuring PAMELA IVONNE COLE | My Time                     | Englisch              | Meine Zeit                                |
| 8        | La Bebae                                | Tocco il fondo              | Italienisch           | Ich bin ganz unten angekommen             |
| 9        | Lost City feat Emerique                 | Titan                       | Englisch              | -                                         |
| 10       | Luna Palumbo                            | Batticuore                  | Italienisch           | Herzschlag                                |
| 11       | MATE                                    | Prisma                      | Italienisch           | -                                         |
| 12       | Morgana                                 | A Lonely Night in Shanghai  | Italienisch, Englisch | Eine einsame Nacht in Shanghai            |
| 13       | Raim                                    | All Alone                   | Englisch              | Ganz allein                               |
| 14       | Ronela                                  | Salvaje                     | Spanisch              | Wild                                      |
| 15       | Roy Paci                                | Tromba                      | Italienisch           | Trompete                                  |
| 16       | TES – Tutti Esageratamente Stronzi      | Giovani di mezza età        | Italienisch           | Jugendliche mittleren Alters              |
| -        | Kida                                    | Stessa pelle                | Italienisch           | Gleiche Haut                              |
| -        | Simone                                  | Catching Memories           | Englisch              | Erinnerungen einfangen                    |
| -        | Pjero                                   | Spiderman                   | Englisch              | -                                         |

 Kandidat hat sich für das Finale qualifiziert.
 Kandidat war für das Finale vorqualifiziert.
 Kandidat wurde disqualifiziert.

## Finale
Das Finale fand am 25. Februar 2023 statt.
| Platz   | Startnr. | Interpret       | Lied Musik (M) und Text (T)         | Sprache            | Übersetzung (inoffiziell)                   |
| ------- | -------- | --------------- | ----------------------------------- | ------------------ | ------------------------------------------- |
| 1       | 6        | Piqued Jacks    | Like an Animal                      | Englisch           | Wie ein Tier                                |
| 2       | 12       | Le Deva         | Fiori su marte                      | Italienisch        | Blumen auf dem Mars                         |
| 3       | 21       | XGIOVE          | Fuoco e benzina                     | Italienisch        | Feuer und Benzin                            |
| 4       | 13       | MAYU            | C’è qualcosa in me che non funziona | Italienisch        | Da ist etwas in mir, das nicht funktioniert |
| 5       | 11       | Eiffel 65       | Movie Star                          | Englisch           | Filmstar                                    |
| 6       | 17       | Edoardo Brogi   | Due punti sull'Equatore             | Italienisch        | Zwei Punkte am Äquator                      |
| 7       | 18       | Ellynora        | Mama Told Me                        | Englisch           | Mama hat mir gesagt                         |
| 8       | 16       | Tothem          | Sacro e profano                     | Italienisch        | Heillig und Profan                          |
| 9       | 7        | E.E.F.          | Something for You                   | Englisch           | Etwas für dich                              |
| 10      | 2        | Vina Rose       | Oblivious                           | Englisch           | Vergesslich                                 |
| 11.–21. | 1        | Roy Paci        | Tromba                              | Italienisch        | Trompete                                    |
| 11.–21. | 3        | Deshedus        | Non basterà                         | Italienisch        | Es wird nicht reichen                       |
| 11.–21. | 4        | Kida            | Stessa pelle                        | Italienisch        | Gleiche Haut                                |
| 11.–21. | 5        | Thomas          | 23:23                               | Italienisch        | -                                           |
| 11.–21. | 8        | Iole            | Sul tetto del mondo                 | Italienisch        | Am Gipfel der Welt                          |
| 11.–21. | 9        | Deborah Iurato  | Out of Space                        | Englisch           | Aus dem All                                 |
| 11.–21. | 10       | NeVRuZ          | L'alieno                            | Italienisch        | Das Alien                                   |
| 11.–21. | 14       | Lorenzo Licitra | Never Give Up                       | Englisch           | Gib niemals auf                             |
| 11.–21. | 15       | MATE            | Prisma                              | Italienisch        | -                                           |
| 11.–21. | 19       | Alfie Arcuri    | Collide                             | Englisch           | Kollidieren                                 |
| 11.–21. | 20       | Ronela          | Salvaje                             | Spanisch, Englisch | Wild                                        |
|         |          | Simone          | Catching Memories                   | Englisch           | Erinnerungen einfangen                      |

 Kandidat trat nicht an.

### Jury
Als Vorsitzender der Jury wurde Al Bano bestimmt. Die restlichen Mitglieder der Jury wurden am Tag des Finales bekanntgegeben.
- Al Bano - Teilnehmer für Italien beim Eurovision Song Contest 1976 und 1985, jeweils gemeinsam mit Romina Power.
- Antonio Rospini - Musiker und künstlerischer Berater
- Charlotte Davis - britische TV Produzentin
- Dino Steward - Geschäftsführer von BMG Italy
- Steve Lyon - Britischer Tontechniker
- Clarissa Martinelli - Journalistin